# フリードリヒ・ラモラル・フォン・トゥルン・ウント・タクシス
フリードリヒ・ラモラル・ヨーゼフ・マリア・アントン・プリンツ・フォン・トゥルン・ウント・タクシス（Friedrich Lamoral Joseph Maria Anton Prinz von Thurn und Taxis、1871年12月23日 ジェール - 1945年5月10日 ビスクピツェ）は、オーストリア＝ハンガリー（二重帝国）領ボヘミアの大土地所有者。二重帝国時代は宮廷侍従及び（員外の）陸軍中佐の肩書を有した。

## 生涯
二重帝国の陸軍中将だったトゥルン・ウント・タクシス侯子ラモラル・フリードリヒ（1832年 - 1903年）とその妻の伯爵令嬢アントーニエ・シャフゴッチュ（1850年 - 1942年）の間の長男。トゥルン・ウント・タクシス侯アレクサンダー・フェルディナントの末子マクシミリアン・ヨーゼフに始まるトゥルン・ウント・タクシス家ボヘミア分家の出身である。この一族は1832年にボヘミア貴族の族籍（インコラート）に、1838年チロル州の帝国等族台帳（貴族台帳）に登録された。さらに祖父のフリードリヒ・ハンニバルは1842年ハンガリーの貴族籍（インディゲナート）を得ている。弟のフーゴー（1873年 - 1915年）は二重帝国陸軍第6竜騎兵連隊に所属する陸軍士官で、第一次世界大戦中にブコヴィナの戦地で命を落としている。
1903年の父の死と同時に大規模な所領を相続する。オロモウツ南郊ビショフスブルク（ビスクピツェ）城の城主であり、同城の付属所領の他、ヴラノヴァー（Vranová）、ヴラノヴァー・ロータ（Vranová Lhota）、ブジェジンキ（Březinky）、ハルティンコフ（Hartinkov）リブシュテイン（Libštejn）、スタラー・ロヴェニ（Stará Roveň）及びノヴァー・ロヴェニ（Nová Roveň）、ヴィソカー（Vysoká）及びヤロミェジツェ（Jaroměřice）の領主だった。所有地の総計は2377.93haに上り、その大部分は森林地で構成されていた。林業はフリードリヒ・ラモラルの所領において最重要で最も利益の出る事業だった。1920年代、チェコスロヴァキアで実行された農地改革の結果、フリードリヒ・ラモラルは所領の一部を手放すことを余儀なくされた。
ミュンヘン会談の結果、1938年10月にズデーテン地方はドイツ国防軍に占領された。フリードリヒ・ラモラルの所領はモラフスカー・トジェボヴァー（メーリッシュ・トリューバウ）周辺に広がっており、この地域はドイツとチェコスロバキアの境界線上にあった。フリードリヒ・ラモラル（党員番号は 655万7197番）と3人の子供たちは1938年ナチ党に入党した。ドイツとチェコスロヴァキアの国境線が変更されることが決まると、フリードリヒ・ラモラルはドイツ当局に懸命に働きかけて、ビショフスブルク城とその付属所領をドイツ側の領土と認めてもらった。1938年11月24日のズデーテン占領でも、フリードリヒはドイツ国防軍に積極的に協力した。1939年3月15日から16日にかけ、チェコスロバキア解体が実施された。ズデーテンラント帝国大管区とベーメン・メーレン保護領の新境界線の画定は完全には終わっておらず、第二次世界大戦中もずっと交渉が続けられた。このためフリードリヒの所領はこの2地域に分断され、第二次世界大戦中、彼は所領経営に不自由を来たした。この件を彼はベルリン当局に訴えたが、何の成果も得られなかった。ヒトラー政権にとって、戦時に支配下の各地域の領域画定に取り組むなど問題外だった。
フリードリヒ・ラモラルはドイツ降伏直後の1945年5月10日、「革命防衛隊（Revolutionsgarde）」の一員と称する者の手で殺された。

## 子女
1907年11月30日、ベルギー領リエージュ州ヌーヴィル＝ス＝ユイで、リーニュ侯女エレオノール（1877年 - 1959年）と結婚。妻はウィーン宮廷の女官となり、星十字勲章を受章した。夫妻は3人の子をもうけた。
- オイラリア・マリア・アントーニエ・エレオノーレ（1908年 - 1993年） - 星十字勲章受章者、1928年トゥルン・ウント・タクシス侯子ラファエル・ライナーと婚約（1929年解消）、1929年トゥルン・ウント・タクシス侯子フィリップ・エルンスト（前者の弟）と結婚
- ゲオルク・ラモラル・アレクサンダー・アントン・ヨーゼフ・マリア（1910年 - 1986年） - 1943年エーディタ・シーアと結婚（1954年離婚）、1969年アンネリーゼ・ツェルプストと再婚
- フーゴー・ラモラル・ニコラウス（1916年 - 1975年） - 1940年インゲボルク・シュポーナーと結婚（1945年離婚）、1953年伯爵令嬢ベアトリーツェ・フォン・ベトゥージ＝フックと再婚（1954年死別）、1961年ドロテア・ファン・デア・エルストと再々婚

## 引用・脚注
1. 1 2  GHdA, Fürstliche Häuser Band XV, 1997, S. 483.
2. ↑  Antonio Schmidt-Brentano: Die k. k. bzw. k. u. k. Generalität 1816–1918 (Online (Memento des Originals vom 4. 10月 2013 im Internet Archive)  情報 Der Archivlink wurde automatisch eingesetzt und noch nicht geprüft. Bitte prüfe Original- und Archivlink gemäß Anleitung und entferne dann diesen Hinweis. beim Österreichischen Staatsarchiv, © 2007)
3. ↑  Zdenek Marecek: Loucen a Thurn Taxisove: Pohledy do doby minule i nedavne. Loucen, Czech Republic: Obec Loucen 1998, S. 80–81.
4. ↑  GHdA, Fürstliche Häuser Band XV, S. 477.
5. ↑  ÖBL, Thurn und Taxis, Friedrich Hannibal Prinz von
6. ↑  Text nach dem tschechischen Artikel auf der Internetseite: www.biskupice-u-jevicka.cz.
7. 1 2 3  Text nach dem tschechischen Artikel auf der Internetseite: http://www.biskupice-u-jevicka.cz/117-historie/384-rod-thurn-taxis
8. ↑  Ernst Klee: Das Kulturlexikon zum Dritten Reich. Wer war was vor und nach 1945. S. Fischer, Frankfurt am Main 2007, S. 614.
9. ↑  Zitat: Vier Mitglieder der böhmischen Linie der Familie traten 1938, ein weiteres 1941 in die Partei ein. Konkret waren dies Prinz Friedrich mit seiner Ehefrau Eleonore sowie deren drei Kinder, die Prinzen Georg und Hugo sowie die Prinzessin Eulalia, Illa genannt und Ehefrau Prinz Raphael Rainers. Da die Eintritte mit Ausnahme jenem der Mutter, die erst zum 1. November 1941 Mitglied wurde, alle zum 1. November bzw. 1. Dezember 1938 geschahen, erscheint hier ein Zusammenhang mit der Eingliederung des Sudetenlandes in das Deutsche Reich im Zuge des Münchner Abkommens schlüssig. In: Fabian Fiederer: "... an allen alten Traditionen festhalten". Lebenswelt und Selbstverständnis des Hochadels am Beispiel des Fürstenhauses Thurn und Taxis in der Zeit Fürst Albert I. (1888–1952). Verlag: Pustet, F / Pustet, Friedrich GmbH, 2017, S. 173.
10. ↑  Jan Suchomel: Krásy baroka v Jevíčku a okolí Barokní zámek v Biskupicích. In: Jevíčský zpravodaj 7/2005, S. 8–9.
11. ↑  父はリーニュ公ウジェーヌ1世の四男エドゥアール（1839年 - 1911年）、母はゾルムス＝ブラウンフェルス侯子カール（ドイツ語版）の娘オイラリー（1851年 - 1922年）。